# Cradock
Cradock ä en stad i Östra Kapprovinsen i Sydafrika, i Great Fish Rivers övre dalgång, knappt 30 mil med järnväg nordost om Port Elizabeth. 
Staden är centralort i kommunen Inxuba Yethemba i Chris Hani-distriktet och hade 2005 en befolkning på ungefär 28.700 invånare. 

## Historik
De ursprungliga invånarna i området var boskapsskötande Khoi-nomader. Jordbrukande Xhosa invandrade från nordväst under första årtusendet efter Kristus.
Andries Stockenström etablerade en domstolsplats i Cradock 1812. och låg då i Västra Kapprovinsen. Cradock blev stad 1818 i samband med att en kyrkobyggnad tillhörande Nederländska reformerta kyrkan byggdes. Den fick sitt namn efter John Cradock, som var guvernör för Kapprovinsen 1811-13. Under 1830, då Great Trek skedde, lämnade de flesta oxvagnstågen den brittiska kolonin från Cradock eller Cradocks omgivningar.
År 1877 påbörjades byggandet av en järnväg som förband Cradock med Port Elizabeth vid kusten. Den invigdes i november 1880 och förde med sig en kraftig expansion av staden och dess omnejd. Under tidigt 1900-tal ledde en starkt ökning av efterfrågan på strutsfjädrar till en markant inkomstökning för traktens strutsfarmare.

## Ekonomi och turism
Cradock är ett centrum för produktion av ull och där produceras också kött, mejeriprodukter, frukt och alfalfa.   
Trakten har varma källor och det finns en badort på 871 meters höjd fem kilometer norr om staden med svavelhaltigt 38-gradigt vatten, som anses lämpligt för behandling mot reumatism.

## Bildgalleri

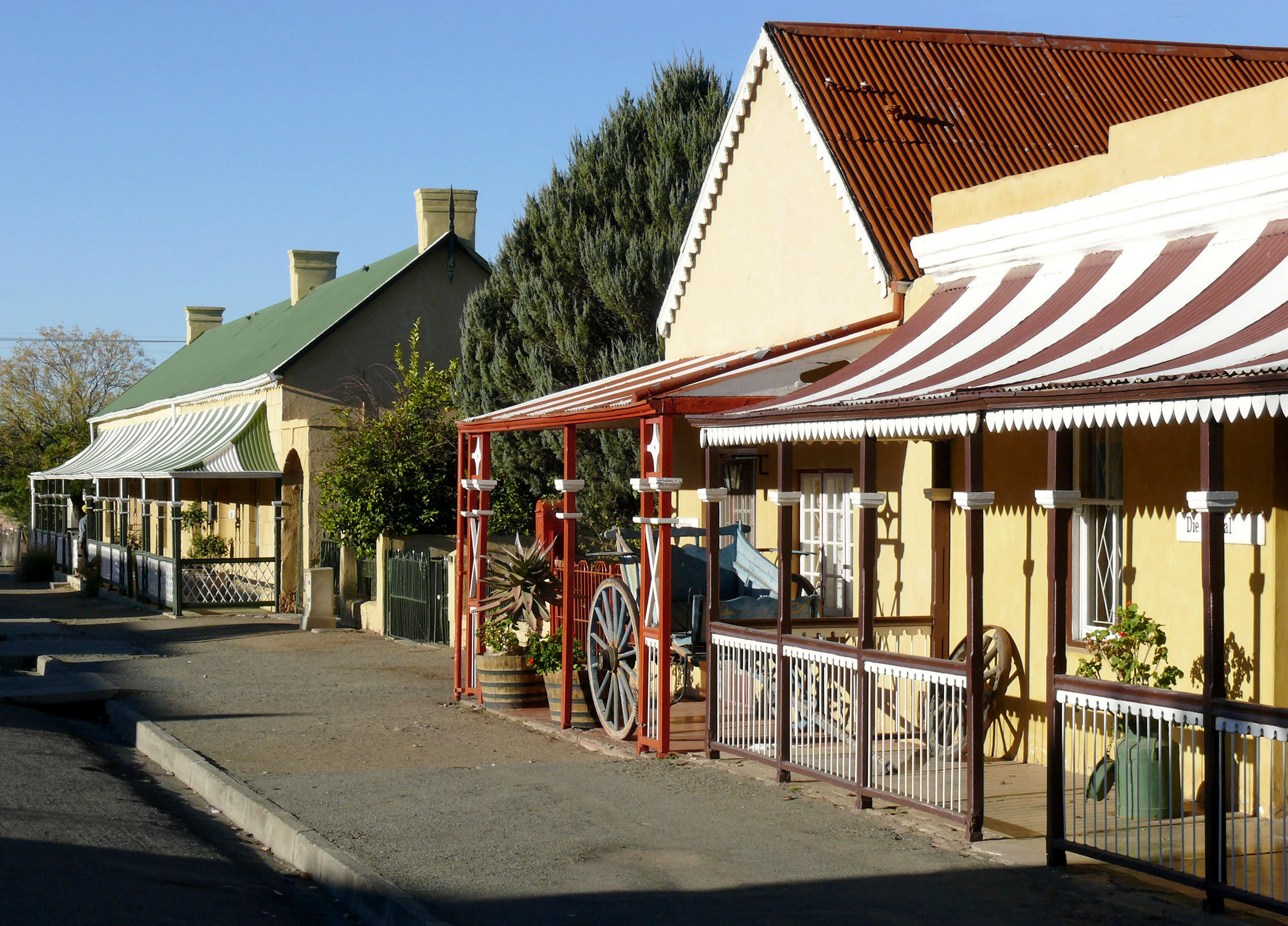
Tuishuise
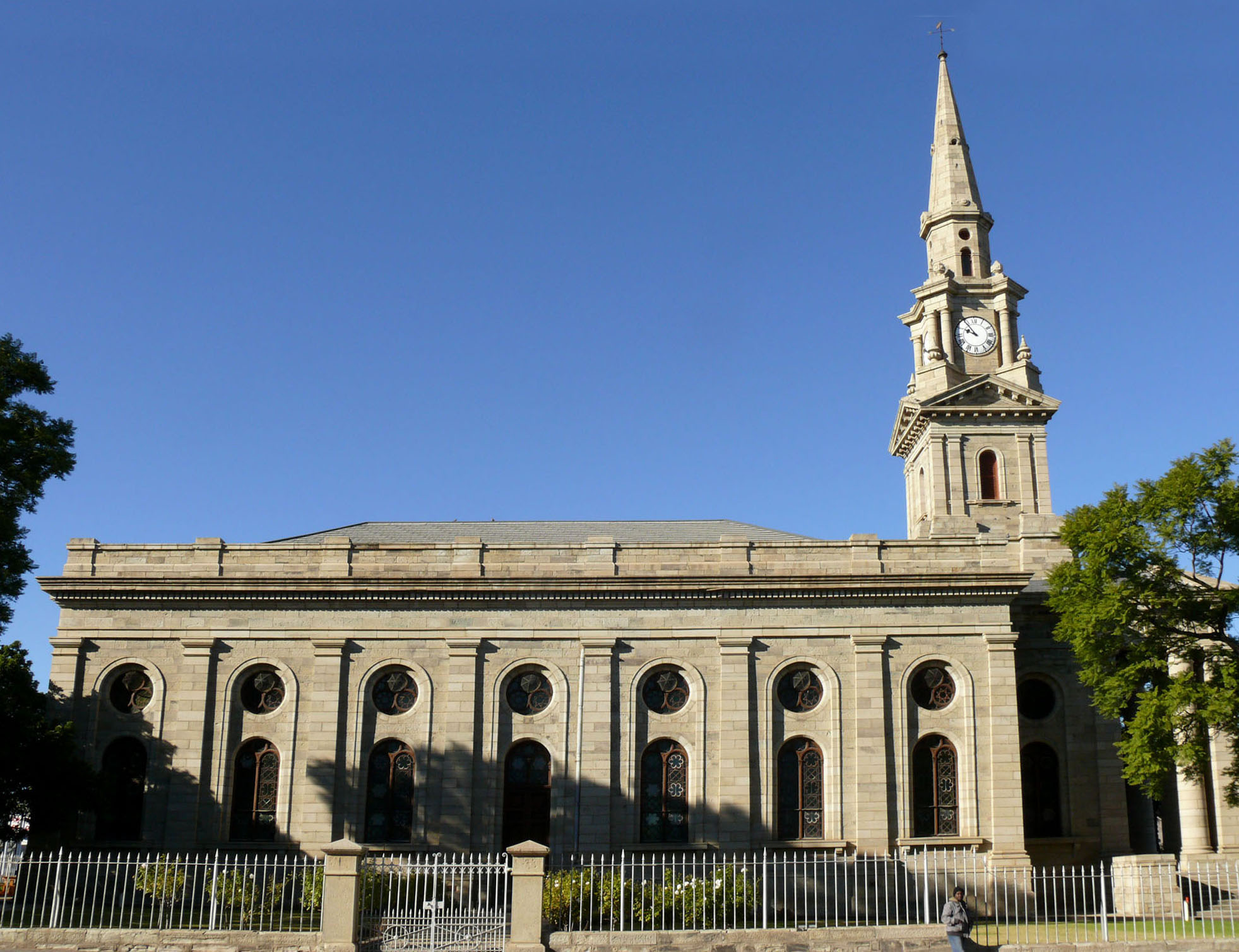
Nederländska reformerta kyrkan
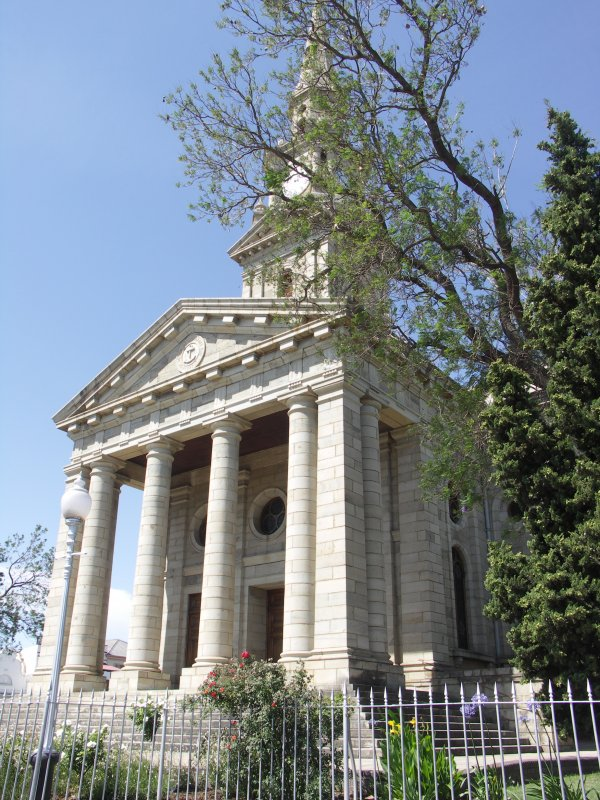
Nederländska reformerta kyrkan
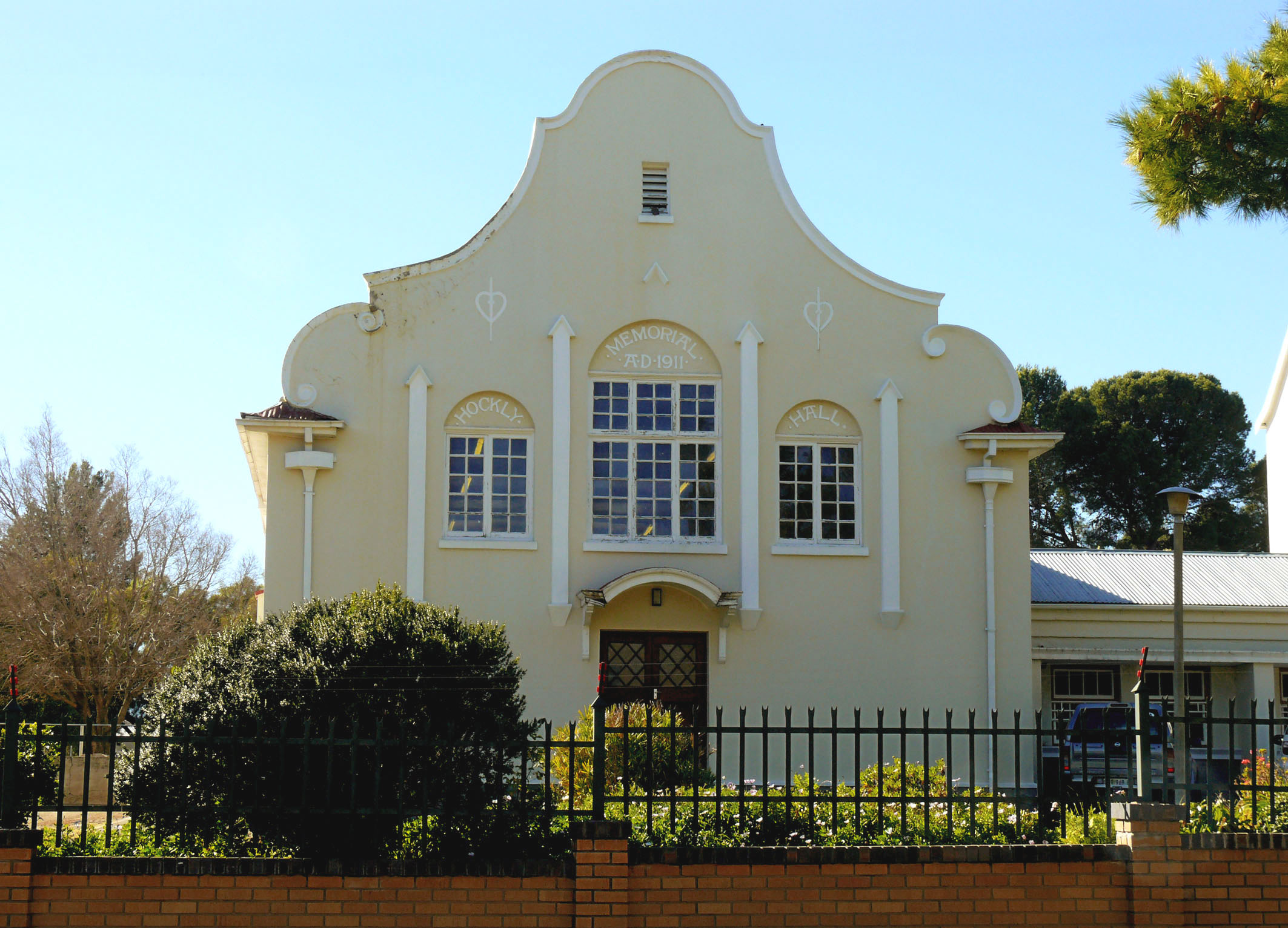
Gymnasiet
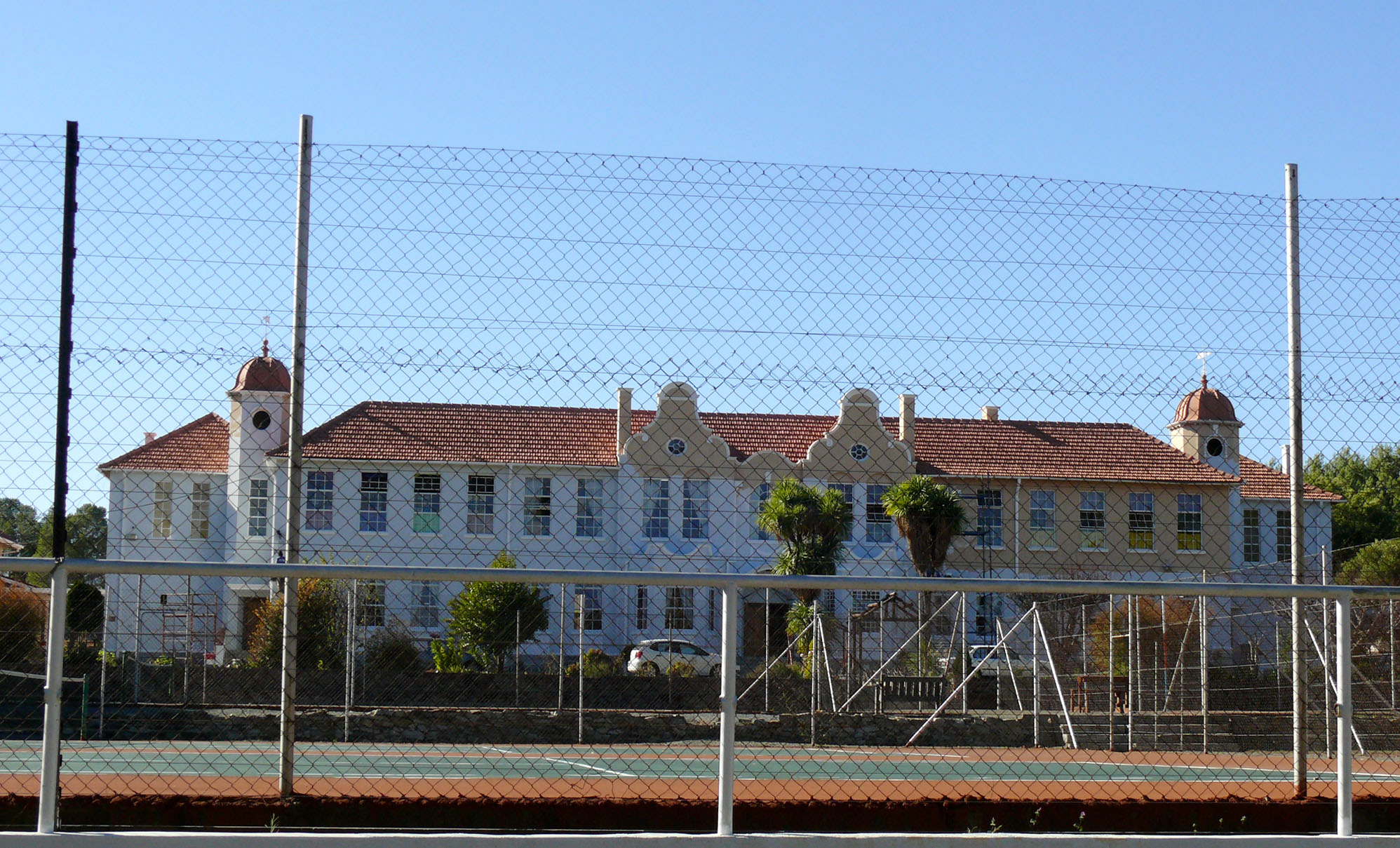
Gymnasiet
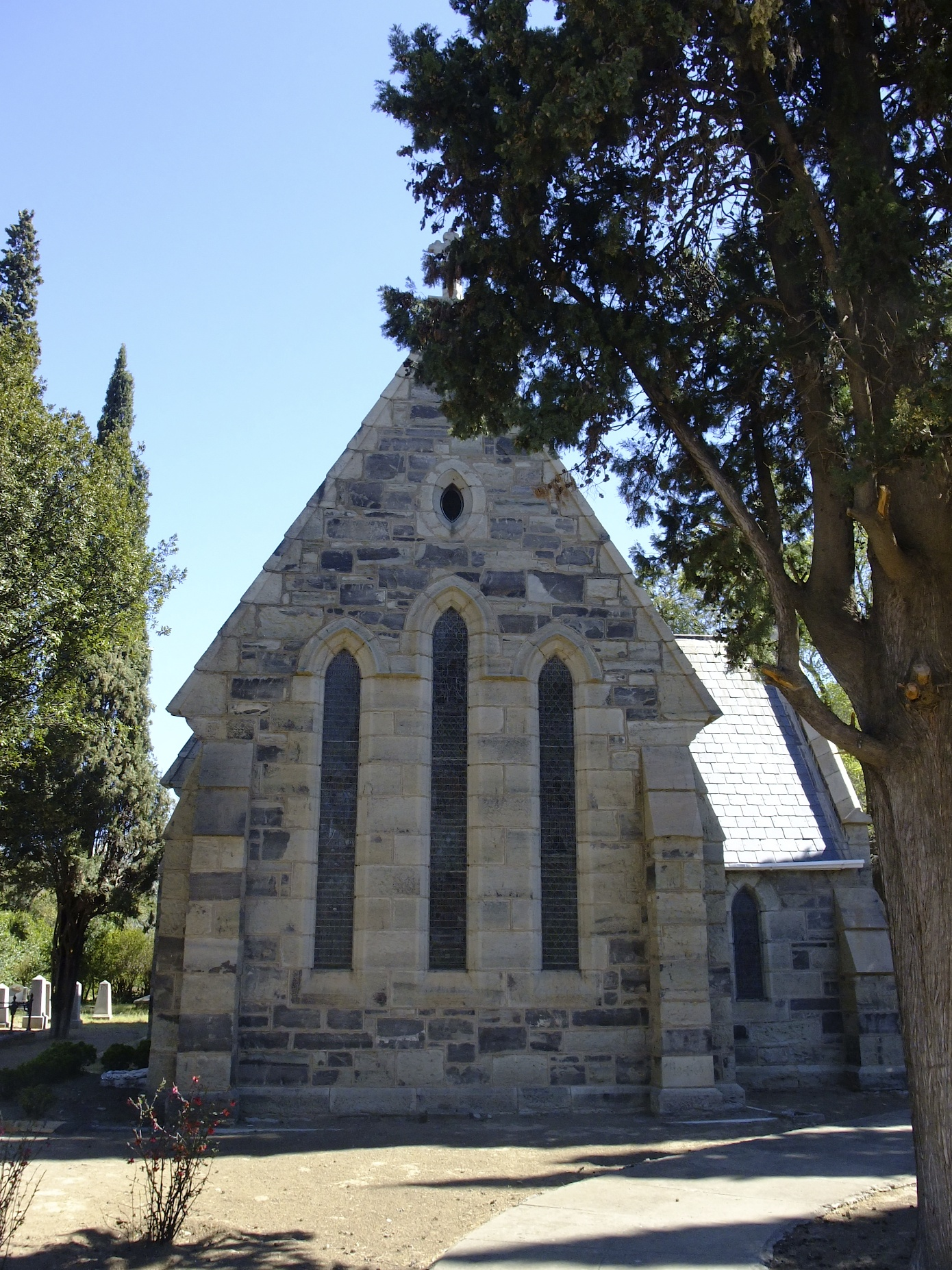
Sankt Peters anglikanska kyrka
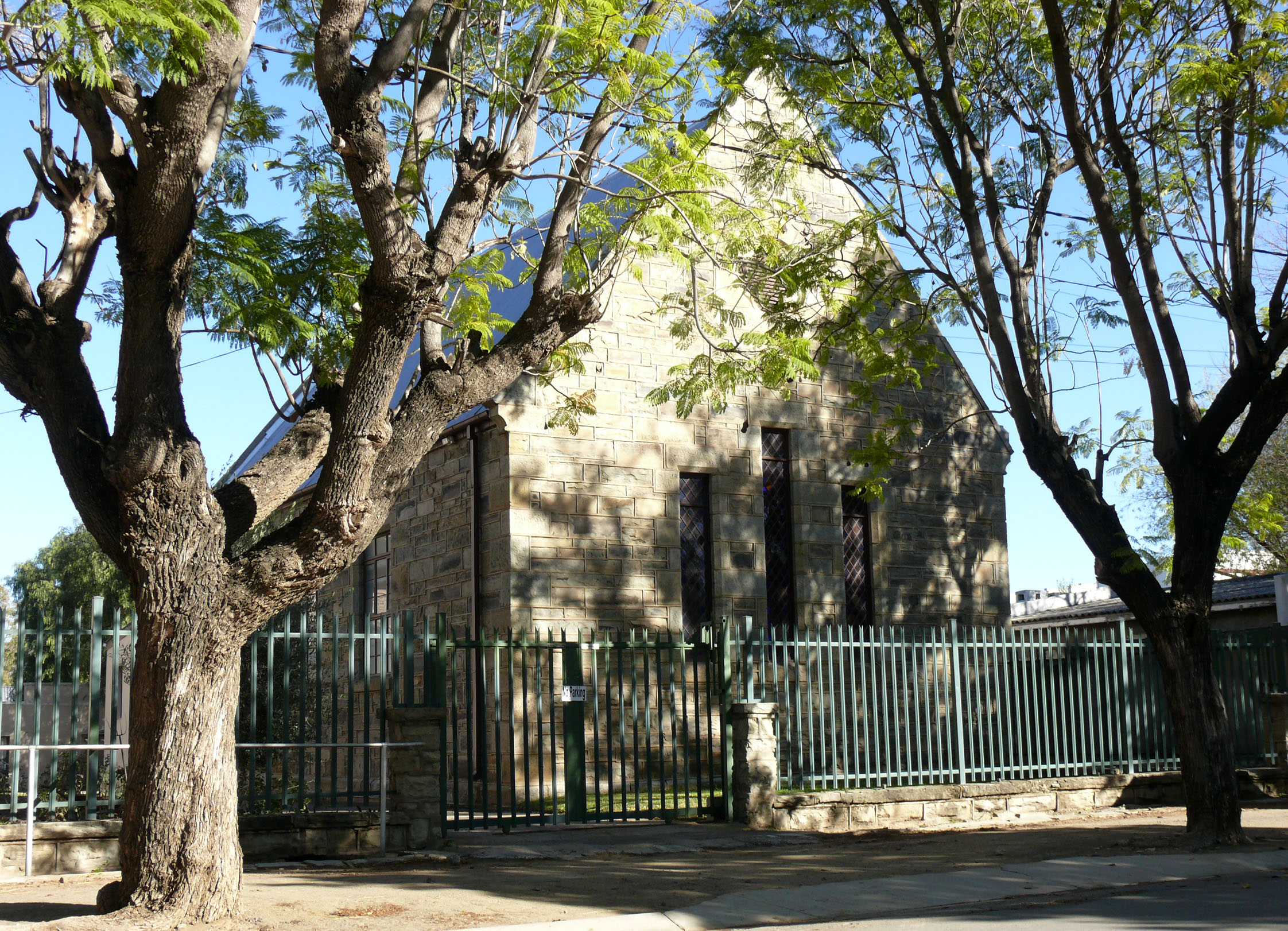
Metodistyrkan
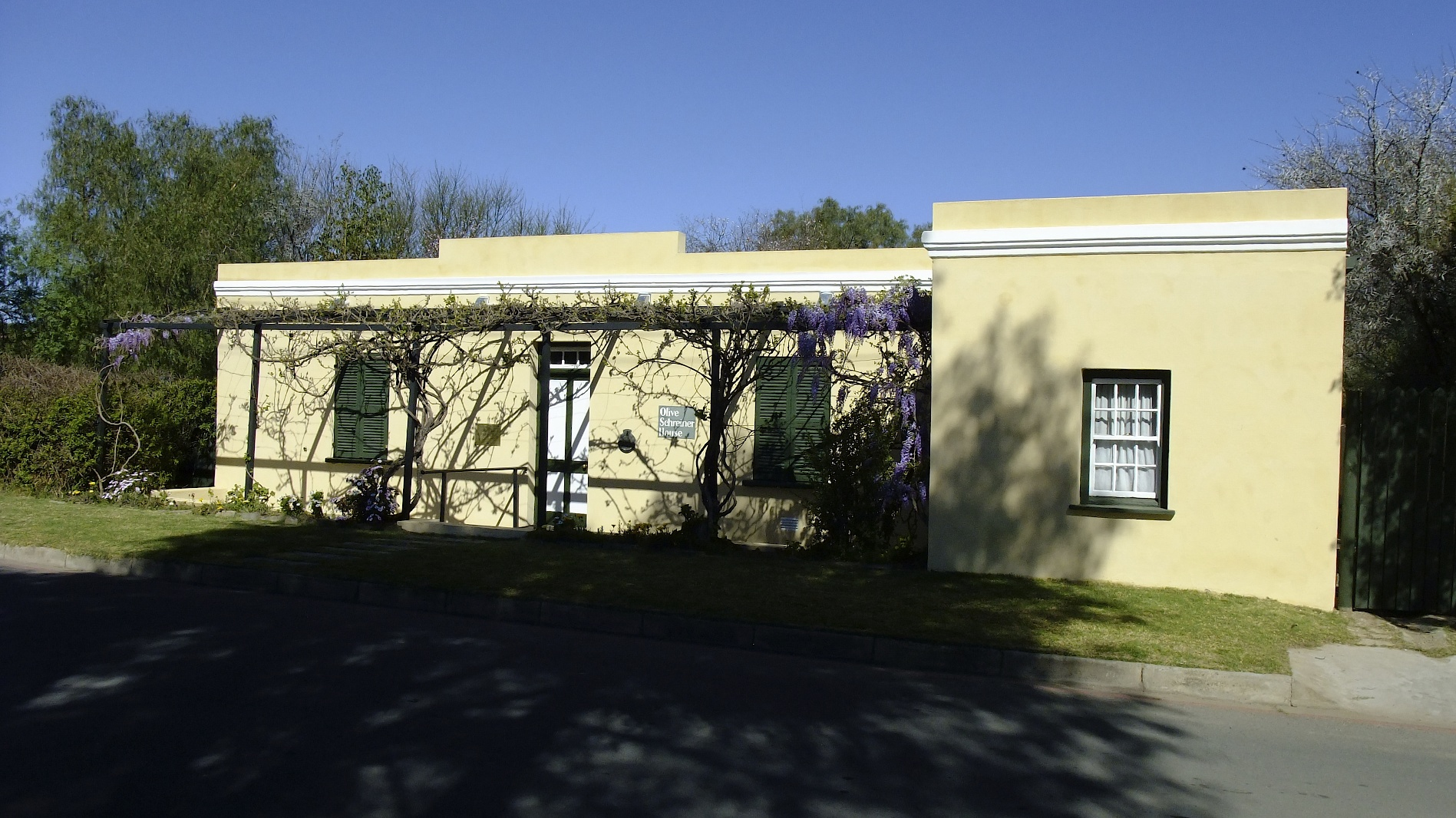
Olive Schreiner House